# Maki Ōguro
Maki Ōguro (jap. 大黒 摩季 Ōguro Maki; ur. 31 grudnia 1969 roku w Sapporo) – japońska piosenkarka, wykonująca muzykę z pogranicza popu i pop-rocka, aktywna w przemyśle muzycznym od 1989/1992 roku. Jest jedną z piosenkarek z największą liczbą sprzedanych wydawnictw muzycznych w Japonii. W 2010 roku zawiesiła działalność muzyczną z powodu zachorowania na nowotwór szyjki macicy i leczenia niepłodności. W 2016 roku powróciła na scenę muzyczną.

## Dyskografia

### Albumy studyjne[5]
- 1992: Stop Motion
- 1993: Da Da Da
- 1993: U.Be Love
- 1994: Eien no Yume ni Mukatte
- 1995: La La La
- 1997: Power of Dreams
- 1998: Mother Earth
- 2001: O
- 2002: Presents
- 2003: Rhythm Black
- 2005: Happiness
- 2008: Positive Spiral
- 2010: Suppin
- 2018: Music Muscle